# Distrito de Nebbi
Nebbi es un distrito ubicado en Uganda, al noroeste de dicho país. Se nombra del mismo modo que su ciudad capital, la ciudad de Nebbi. El distrito se divide en tres condados: – Padyere, Okoro y Jonam. Su densidad es de 132 personas por cada km². Posee 3288 kilómetros cuadrados de superficie, y su población es de 433.466 personas que son predominantemente grupo étnico Alur.
Hay una pista de aterrizaje pequeña cerca de la ciudad de Nebbi que se puede alcanzar a través vuelos comerciales del aeropuerto de Entebbe. Un acoplamiento ferroviario que no ha funcionado por muchos años ligaba al distrito con el resto del sistema de ferrocarril de Uganda. El transporte entre Nebbi y Kampala ha sido interrumpido con frecuencia por las actividades del Ejército de Resistencia del Señor (LRA).
Hay una catedral católica QUE está en la ciudad de Nebbi, y la diócesis anglicana se ubica en Goli. El primer obispo de la diócesis Anglicana de Nebbi era el Henry Luke Orombi, que es el arzobispo actual de la iglesia de Uganda. Mientras que el primer obispo de Nebbi de la diócesis católica fue John Baptist Odama. Él es actualmente el arzobispo del distrito de Gulu.
Hay poco desarrollo rural gubernamental que se centra en el distrito. Sin embargo, hay algunas actividades de desarrollo llevadas a cabo por organizaciones no gubernamentales.
- Datos: Q1375825
- Multimedia: Nebbi District / Q1375825